# بصمة رقمية
تشير البصمة الرقمية أو الظل الرقمي هو مجموعة فريدة من الأنشطة الرقمية التي يمكن تتبعها والإجراءات والمساهمات والاتصالات التي تظهر على الإنترنت أو الأجهزة الرقمية. يمكن تصنيف البصمات الرقمية على أنها إما مجهولة أو نشطة. يتكون الأول من نشاط تصفح الويب للمستخدم والمعلومات المخزنة كملفات تعريف الارتباط. غالبًا ما يتم إصدار الأخير عمدًا من قبل المستخدم لمشاركة المعلومات على مواقع الويب أو وسائل التواصل الاجتماعي. في حين أن المصطلح ينطبق عادة على شخص ما، ويمكن أن تشير البصمة الرقمية أيضًا إلى شركة أو مؤسسة أو شركة.
استخدام البصمة الرقمية له عواقب إيجابية وسلبية على الافراد والمؤسسات. من ناحية، هو موضوع العديد من قضايا الخصوصية. على سبيل المثال، بدون إذن فرد ما، يمكن للغرباء تجميع معلومات حول هذا الفرد باستخدام محركات البحث فقط. يمكن للشركات أيضًا إنتاج إعلانات مخصصة بناءً على سجل التصفح. من ناحية أخرى، يمكن للآخرين جني الفوائد من خلال الاستفادة من بصمتهم الرقمية كمؤثرين على وسائل التواصل الاجتماعي. علاوة على ذلك، يستخدم أصحاب العمل البصمة الرقمية للمرشح للتدقيق عبر الإنترنت وتقييم الملاءمة بسبب انخفاض التكلفة وإمكانية الوصول. بين مرشحين متساويين، قد يكون للمرشح ذو البصمة الرقمية الإيجابية ميزة. مع انتشار استخدام التكنولوجيا على نطاق واسع، حتى الأطفال يولدون ولهم بصمات رقمية أكبر لها عواقب إيجابية وسلبية محتملة مثل القبول في الكلية. نظرًا لأنه من الصعب ألا يكون لديك بصمة رقمية، فمن مصلحة المرء أن يخلق بصمة إيجابية.

## أنواع البصمات الرقمية
يمكن تخزين البصمات الرقمية المجهولة بطرق مختلفة حسب الحالة. قد يتم تخزين البصمة في قاعدة بيانات على الإنترنت كـ «نتيجة» في بيئة عبر الإنترنت. قد تتبع البصمة عنوان IP الخاص بالمستخدم، عندما تم إنشاؤه، ومن أين أتى، ويتم تحليل البصمة لاحقًا. في بيئة غير متصلة بالإنترنت، يمكن للمسؤولين الوصول إلى إجراءات الجهاز وعرضها دون رؤية من قام بها.
يمكن أيضًا تخزين البصمات الرقمية النشطة بعدة طرق حسب الحالة. يمكن تخزين البصمة من قبل المستخدم الذي يتم تسجيل دخوله إلى الموقع عند إجراء كراس أو تغييره، مع ربط الاسم المسجل بالتعديل في بيئة عبر الإنترنت. في بيئة غير متصلة بالإنترنت، قد يتم تخزين البصمة في ملفات عندما يستخدم مالك الكمبيوتر أداة تسجيل لوحة مفاتيح. يمكن أن تعرض السجلات الإجراءات التي تم تنفيذها على الجهاز ومن قام بها. ميزة واحدة من keylogger تراقب الحافظة لأية تغييرات. رغم ذلك، قد يكون هذا مشكلة إذا كان المستخدم يعتزم نسخ كلمات المرور أو التقاط لقطات شاشة للمعلومات الحساسة، والتي يتم تسجيلها بعد ذلك.

## قضايا الخصوصية
البصمات الرقمية ليست هوية رقمية أو جواز سفر، لكن المحتوى والبيانات الوصفية التي تم جمعها تؤثر على خصوصية الإنترنت والثقة والأمان والسمعة الرقمية والتوصيات. ومع توسع العالم الرقمي وتكامله مع المزيد من جوانب الحياة، تزداد أهمية الملكية والحقوق المتعلقة بالبيانات. تعد البصمات الرقمية مثيرة للجدل في تنافس الخصوصية والانفتاح. قال سكوت مكنيلي، الرئيس التنفيذي لشركة Sun Microsystems عام 1999 "Get Over It" (تخلص منه) عند الإشارة إلى الخصوصية على الإنترنت. أصبح الاقتباس فيما بعد عبارة شائعة الاستخدام في مناقشة البيانات الخاصة وماذا تفعل الشركات بها. تعد البصمات الرقمية مصدر قلق للخصوصية لأنها مجموعة من الإجراءات والمساهمات والأفكار التي يمكن تتبعها والتي يشاركها المستخدمون. يمكن تتبعها ويمكن أن تسمح لمستخدمي الإنترنت بالتعرف على الأعمال البشرية.
تستخدم الأطراف المهتمة آثار البصمة الرقمية عبر الإنترنت لعدة أسباب؛ بما في ذلك التدقيق الإلكتروني،  حيث يمكن للقائمين بالمقابلات البحث عن المتقدمين بناءً على أنشطتهم عبر الإنترنت. يتم استخدام آثار البصمة الرقمية عبر الإنترنت أيضًا من قبل مؤسسات تنفيذ القانون لتوفير معلومات غير متوفرة بخلاف ذلك بسبب عدم وجود سبب محتمل. أيضًا، يستخدم المسوقون البصمات الرقمية للعثور على المنتجات التي يهتم بها المستخدم أو لإثارة اهتمامه بمنتج معين بناءً على اهتمامات مماثلة.
قد تسجل أنظمة الشبكات الاجتماعية أنشطة الأفراد، حيث تصبح البيانات تدفقًا للحياة. يسمح استخدام وسائل التواصل الاجتماعي وخدمات التجوال ببيانات التتبع الرقمية لتشمل الاهتمامات الفردية والمجموعات الاجتماعية والسلوكيات والموقع. يتم جمع هذه البيانات من أجهزة الاستشعار داخل الأجهزة وجمعها وتحليلها دون وعي المستخدم. عندما يختار العديد من المستخدمين مشاركة المعلومات الشخصية عن أنفسهم من خلال منصات وسائل التواصل الاجتماعي، بما في ذلك الأماكن التي زاروها والجداول الزمنية واتصالاتهم، فهم غير مدركين لخيارات إعداد الخصوصية والعواقب الأمنية المرتبطة بها. تجمع العديد من مواقع التواصل الاجتماعي، مثل Facebook، قدرًا كبيرًا من المعلومات التي يمكن استخدامها لتجميع شخصية المستخدم معًا. يمكن للمعلومات التي يتم جمعها من وسائل التواصل الاجتماعي، مثل عدد الأصدقاء لدى المستخدم، أن تتنبأ بما إذا كان المستخدم يتمتع بشخصية انطوائية أو منفتحة. علاوة على ذلك، كشفت دراسة استقصائية لمستخدمي SNS أن 87٪ حددوا مستوى عملهم أو تعليمهم، و 84٪ حددوا تاريخ ميلادهم الكامل، و 78٪ حددوا موقعهم، و 23٪ سجلوا أرقام هواتفهم.
في حين أن البصمة الرقمية للفرد قد تستنتج المعلومات الشخصية، مثل السمات الديموغرافية أو الميول الجنسية أو العرق أو الآراء الدينية والسياسية أو الشخصية أو الذكاء  بدون معرفة الأفراد، فإنها تكشف أيضًا المجالات النفسية الخاصة للأفراد في المجال الاجتماعي. يعد الولوج الحياتي عبر الانرنت Lifelogging هو مثال على مجموعة عشوائية من المعلومات المتعلقة بحياة الفرد وسلوكه. هناك إجراءات يجب اتخاذها لجعل البصمة الرقمية صعبة التتبع. أحد الأمثلة على استخدام مسارات البيانات أو تفسيرها هو من خلال تصنيفات الجدارة الائتمانية المتأثرة بفيسبوك،  التحقيقات القضائية حول عالم الاجتماع الألماني أندريه هولم،  رسائل الإعلانات غير المرغوب فيها من قبل الشركة الأمريكية OfficeMax  أو حادثة الحدود المواطنة الكندية إلين ريتشاردسون.

قد يكون التواجد القوي على الإنترنت أمرًا بالغ الأهمية في تأمين أو الحفاظ على سبل العيش

## التأثير على القوى العاملة
مع انتشار التكنولوجيا في كل مكان، يقوم عدد متزايد من أصحاب العمل أيضًا بتقييم المتقدمين من خلال بصماتهم الرقمية من خلال تفاعلهم على وسائل التواصل الاجتماعي نظرًا لتكلفتها المنخفضة وسهولة الوصول إليها  أثناء عملية التوظيف. باستخدام هذه الموارد، يمكن لأصحاب العمل اكتساب المزيد من الأفكار حول المرشحين بما يتجاوز إجاباتهم المكتوبة جيدًا على المقابلات والسير الذاتية المثالية. يتم تصنيف المرشحين الذين يظهرون مهارات تواصل ضعيفة، أو يستخدمون لغة غير لائقة، أو يتعاطون المخدرات أو الكحول، بدرجة أقل. وعلى العكس من ذلك، فإن المرشح الذي يتمتع بحضور احترافي أو عائلي على وسائل التواصل الاجتماعي يحصل على تقييمات أعلى  يقوم أرباب العمل أيضًا بتقييم المرشح من خلال بصمتهم الرقمية لتحديد ما إذا كان المرشح مناسبًا ثقافيًا  لمنظمتهم. لنفترض أن مرشحًا ما يدعم قيم المنظمة أو يُظهر شغفًا موجودًا بمهمتها. في هذه الحالة، من المرجح أن يندمج المرشح داخل المنظمة ويمكن أن يحقق أكثر من الشخص العادي. على الرغم من أنه من المعروف أن هذه التقييمات ليست تنبؤات دقيقة للأداء أو معدلات الدوران،  لا يزال أصحاب العمل يستخدمون البصمات الرقمية لتقييم المتقدمين. وبالتالي، يفضل الباحثون عن عمل إنشاء حضور على وسائل التواصل الاجتماعي يُنظر إليه بشكل إيجابي من وجهة نظر مهنية.
في بعض الأعمال، يعد الحفاظ على البصمة الرقمية أمرًا ضروريًا. في عصر التكنولوجيا، سيبحث الناس في الإنترنت عن أطباء محددين ومراجعاتهم. نصف نتائج البحث لطبيب معين رابط إلى مواقع تصنيف الجهات الخارجية. لهذا السبب، قد يختار المرضى المحتملون أطبائهم عن غير قصد بناءً على بصمتهم الرقمية بالإضافة إلى المراجعات عبر الإنترنت. علاوة على ذلك، يعتمد الجيل الحالي على وسائل التواصل الاجتماعي لكسب الدخل والمال كمؤثرين باستخدام بصمتهم الرقمية. هؤلاء المؤثرون لديهم قواعد معجبين مخصصة قد تكون حريصة على اتباع التوصيات. نتيجة لذلك، يدفع المسوقون المؤثرين للترويج لمنتجاتهم بين متابعيهم، لأن هذه الوسيلة قد تحقق عوائد أفضل من الإعلانات التقليدية. وبالتالي، قد تعتمد مهنة الفرد على بصمته الرقمية.

## التأثير على الأطفال

قد تنتقل البصمة الرقمية للأطفال عبر الإنترنت إلى ما وراء الجماهير المقصودة

سيكون جيل ألفا الأول الذي لن يكون موجودًا بدون عصر التكنولوجيا. على هذا النحو، أصبحت البصمة الرقمية للأطفال أكثر أهمية من أي وقت مضى وقد تكون عواقبها غير واضحة. بسبب الحماس الأبوي، سيقوم عدد متزايد من الآباء بإنشاء حسابات على وسائل التواصل الاجتماعي لأطفالهم في سن مبكرة، وأحيانًا حتى قبل ولادتهم. يمكن للوالدين نشر ما يصل إلى 13000 صورة لطفل على وسائل التواصل الاجتماعي في حالتهم الاحتفالية قبل سنوات المراهقة من الحياة اليومية أو احتفالات أعياد الميلاد. علاوة على ذلك، من المتوقع أن ينشر هؤلاء الأطفال 70000 مرة على الإنترنت بأنفسهم بحلول 18 عامًا. خلق ظهور النشر على وسائل التواصل الاجتماعي العديد من الفرص لجمع البيانات من القاصرين. نظرًا لأن المكونات الأساسية للهوية تحتوي على الاسم وتاريخ الميلاد والعنوان، فإن هؤلاء الأطفال عرضة لسرقة الهوية. بينما قد يفترض الآباء أن إعدادات الخصوصية قد تمنع تعرض صور الأطفال وبياناتهم، يجب عليهم أيضًا أن يثقوا في أن متابعيهم لن يتعرضوا للخطر. قد يلتقط الغرباء الصور لتظهر وكأنهم آباء هؤلاء الأطفال أو ينشروا المحتوى علنًا. على سبيل المثال، أثناء فضيحة بيانات فيسبوك-كامبريدج أناليتيكا، سرب أصدقاء الأصدقاء البيانات إلى عمال التنقيب عن البيانات. بسبب وجود الأطفال على وسائل التواصل الاجتماعي، قد تكون خصوصيتهم في خطر.

## التأثيرات على المراهقين
يجب على أولئك الذين يدخلون القوى العاملة النظر في تأثير بصمتهم الرقمية ويجب تقديم المعلومات ذات الصلة للمراهقين. قد يكون وجود بصمة رقمية أمرًا خطيرًا على الطلاب، حيث قد يقرر موظفو القبول الجامعي وأرباب العمل المحتملين البحث في الملفات الشخصية للطلاب والموظفين المحتملين على الإنترنت، مما يؤدي إلى تأثير هائل على مستقبل الطلاب. سيتم إعداد المراهقين لتحقيق المزيد من النجاح إذا أخذوا في الاعتبار نوع التأثير الذي يقومون به وكيف يمكن أن يؤثر على مستقبلهم. بدلاً من ذلك، فإن الشخص الذي يتصرف بلامبالاة تجاه الانطباع الذي يتركه على الإنترنت سيواجه صعوبة إذا اختار يومًا ما الالتحاق بالجامعة أو الانضمام إلى القوى العاملة. سيخضع المراهقون الذين يخططون لتلقي التعليم العالي لمراجعة بصمتهم الرقمية وتقييمها كجزء من عملية التقديم. بالإضافة إلى ذلك، إذا كان المراهقون الذين يعتزمون تلقي تعليم عال يخططون للقيام بذلك بمساعدة مالية ومنح دراسية، فعليهم أن يأخذوا في الاعتبار أنه سيتم تقييم بصمتهم الرقمية في عملية التقديم للحصول على المنح الدراسية.

## بناء بصمة رقمية إيجابية
قد يكون التأثير السلبي للبصمة الرقمية شاقًا ويجعل المرء يهرب من وسائل التواصل الاجتماعي حتى لا يكون له بصمة رقمية على الإطلاق، ومع ذلك يمكن أن يكون هذا مفيدًا إذا تم النظر في ذلك بعناية وليس بإهمال. يقترح الخبراء على الأشخاص عدم حذف حساباتهم في محاولة للخروج من الخريطة؛  بدلاً من ذلك، ينصح الخبراء بالقيام بالإجراءات التالية لإنشاء بصمة رقمية جذابة:
1. ابحث بنفسك: من خلال القيام بذلك، يمكن للمرء أن يرى نوع المعلومات التي تتبعهم وهي جزء من بصمتهم الرقمية.[44][45]
2. فكر قبل النشر: سيتيح ذلك بعض الوقت للنظر فيما إذا كان يجب أن يكون هذا جزءًا من البصمة الرقمية. تقول المصادر إن أولئك الذين لا يأخذون في الاعتبار جميع الآثار المحتملة لما ينشرونه على الإنترنت قد يتأثرون سلبًا عند البحث عن عمل.
3. تسليط الضوء على السمات والصفات الجذابة: إن استخدام الإنترنت ووسائل التواصل الاجتماعي لتسليط الضوء على أعظم صفات المرء وصفاته سيسمح للشخص بأن يُنظر إليه بشكل إيجابي. نظرًا لأنه من المعروف بالفعل أن البصمات الرقمية يتم تقييمها من قبل أرباب العمل والجامعات المحتملين في عملية التقديم، فيجب على المتقدمين استخدام ذلك لصالحهم وجعلهم يبدون جذابين.[41]